# Чемпионат мира по бобслею и скелетону 1985
38-й чемпионат мира по бобслею и скелетону прошёл с 19 по 27 января в 1985 году в городе Червиния (Италия).

## Бобслей

### Соревнование двоек
| Золото                                             | Серебро                                     | Бронза                                      |
| Вольфганг Хоппе, Дитмар Шауэрхаммер (4:18,72 мин.) | Детлеф Рихтер, Штеффен Граммт (+ 1,04 сек.) | Зинтис Экманис, Николай Жиров (+ 3,65 сек.) |

### Соревнование четвёрок
| Золото                                                                    | Серебро                                                             | Бронза                                                                      |
| Бернхард Леман, Маттиас Трюбнер, Инго Фоге, Штеффен Граммт (4:14,06 мин.) | Детлеф Рихтер, Бодо Ферл, Матиас Леглер, Дитмар Жерке (+ 0,57 сек.) | Эккехард Фассер, Ханс Мёрки, Курт Полетти, Ральф Стриттматтер (+ 0,75 сек.) |

## Медальный зачёт
| Место | Страна    | Золото | Серебро | Бронза | Всего |
| ----- | --------- | ------ | ------- | ------ | ----- |
| 1     | ГДР       | 2      | 2       | 0      | 4     |
| 2     | СССР      | 0      | 0       | 1      | 1     |
| 3     | Швейцария | 0      | 0       | 1      | 1     |